# Adonisea hanga
Adonisea hanga là một loài bướm đêm trong họ Noctuidae.